# Aleix Febas
Aleix Febas Pérez (Lleida, 2 febbraio 1996) è un calciatore spagnolo, centrocampista dell'Elche.

## Caratteristiche tecniche
Centrocampista molto tecnico, dotato di un ottimo possesso di palla e con una buona visione del gioco.

## Carriera
Cresciuto nel UE Lleida, nel 2009 si trasferisce al Real Madrid. Nel 2015 viene promosso nel Real Madrid Castilla; dopo due stagioni trascorse con i Blancos, l’11 luglio 2017 passa in prestito al Real Saragozza. Il 10 luglio 2018, dopo un buon campionato disputato con gli aragonesi, viene ceduto, sempre a titolo temporaneo, all'Albacete.
Il 12 luglio 2019 passa al Maiorca, con cui firma un quadriennale.

## Statistiche

### Presenze e reti nei club
Statistiche aggiornate al 21 luglio 2019.
| Stagione                    | Squadra                     | Campionato                  | Campionato | Campionato | Coppe nazionali | Coppe nazionali | Coppe nazionali | Coppe continentali | Coppe continentali | Coppe continentali | Altre coppe | Altre coppe | Altre coppe | Totale | Totale |
| Stagione                    | Squadra                     | Comp                        | Pres       | Reti       | Comp            | Pres            | Reti            | Comp               | Pres               | Reti               | Comp        | Pres        | Reti        | Pres   | Reti   |
| --------------------------- | --------------------------- | --------------------------- | ---------- | ---------- | --------------- | --------------- | --------------- | ------------------ | ------------------ | ------------------ | ----------- | ----------- | ----------- | ------ | ------ |
| 2015-2016                   | Real Madrid Castilla        | SDB                         | 33+4       | 5+1        | -               | -               | -               | -                  | -                  | -                  | -           | -           | -           | 32     | 1      |
| 2016-2017                   | Real Madrid Castilla        | SDB                         | 36         | 3          | -               | -               | -               | -                  | -                  | -                  | -           | -           | -           | 36     | 3      |
| Totale Real Madrid Castilla | Totale Real Madrid Castilla | Totale Real Madrid Castilla | 69+4       | 8+1        |                 | -               | -               |                    | -                  | -                  |             | -           | -           | 73     | 9      |
| 2017-2018                   | Real Saragozza              | SD                          | 39+2       | 2          | CR              | 2               | 0               | -                  | -                  | -                  | -           | -           | -           | 43     | 2      |
| 2018-2019                   | Albacete                    | SD                          | 38+2       | 3          | CR              | 0               | 0               | -                  | -                  | -                  | -           | -           | -           | 40     | 3      |
| 2019-2020                   | Mallorca                    | PD                          | 0          | 0          | CR              | 0               | 0               | -                  | -                  | -                  | -           | -           | -           | 0      | 0      |
| Totale carriera             | Totale carriera             | Totale carriera             | 146+6      | 13+1       |                 | 2               | 0               |                    | -                  | -                  |             | -           | -           | 154    | 14     |